# Djúpivogur

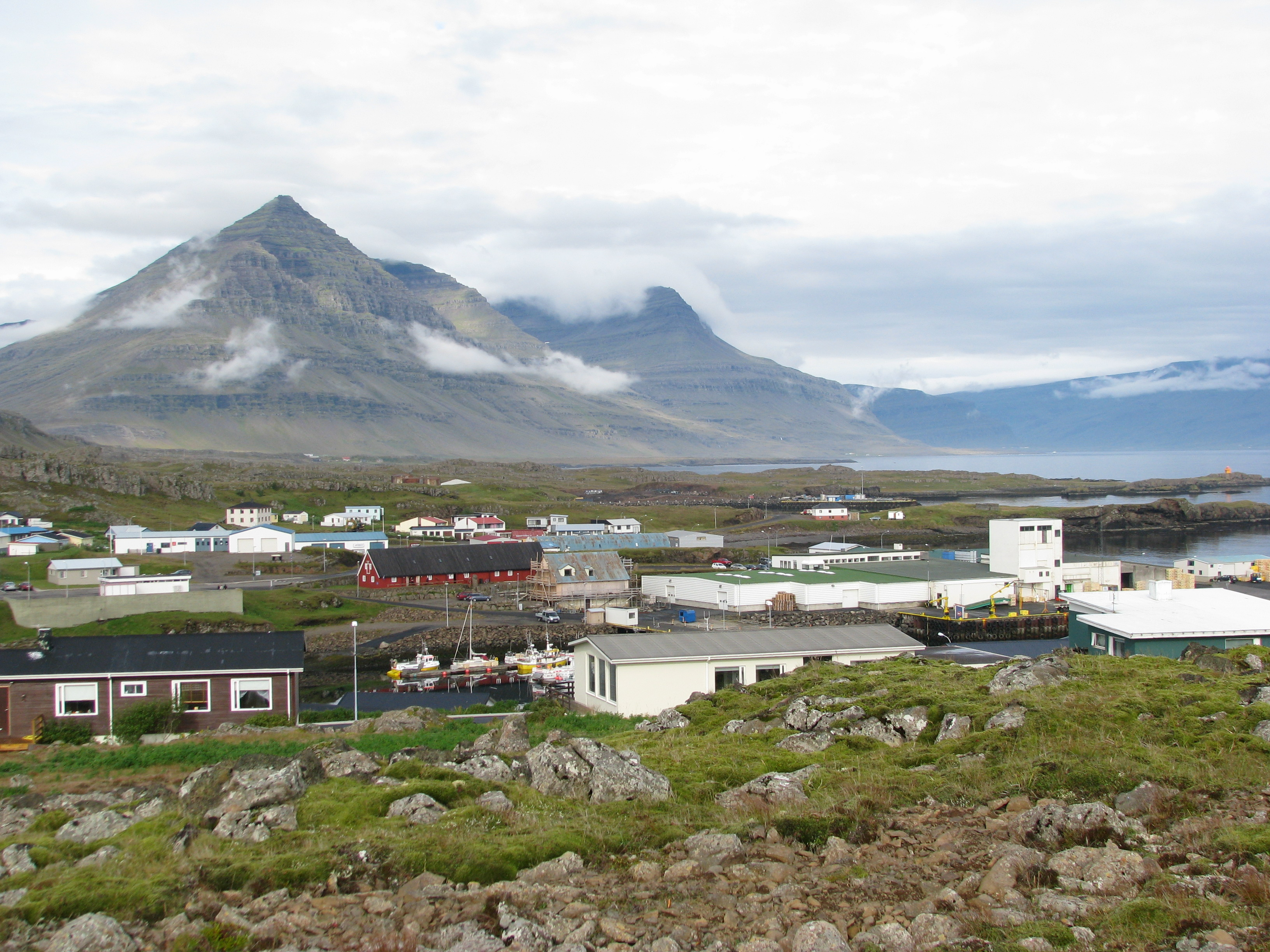
Djúpivogur mit Búlandstindur

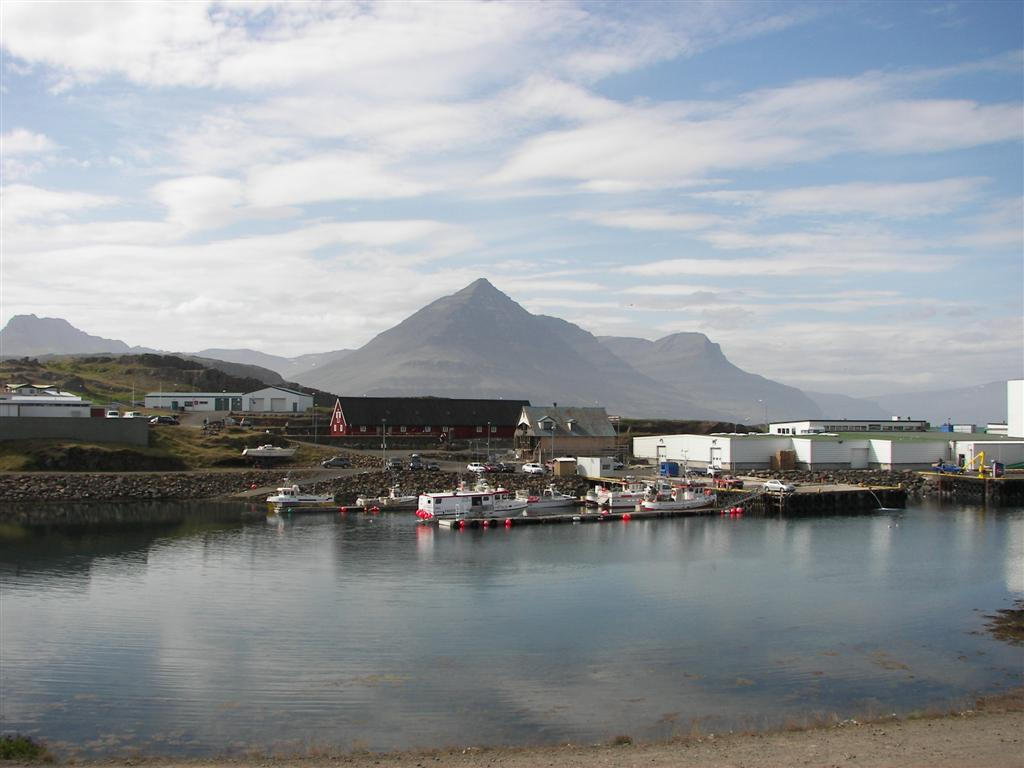
Djúpivogur

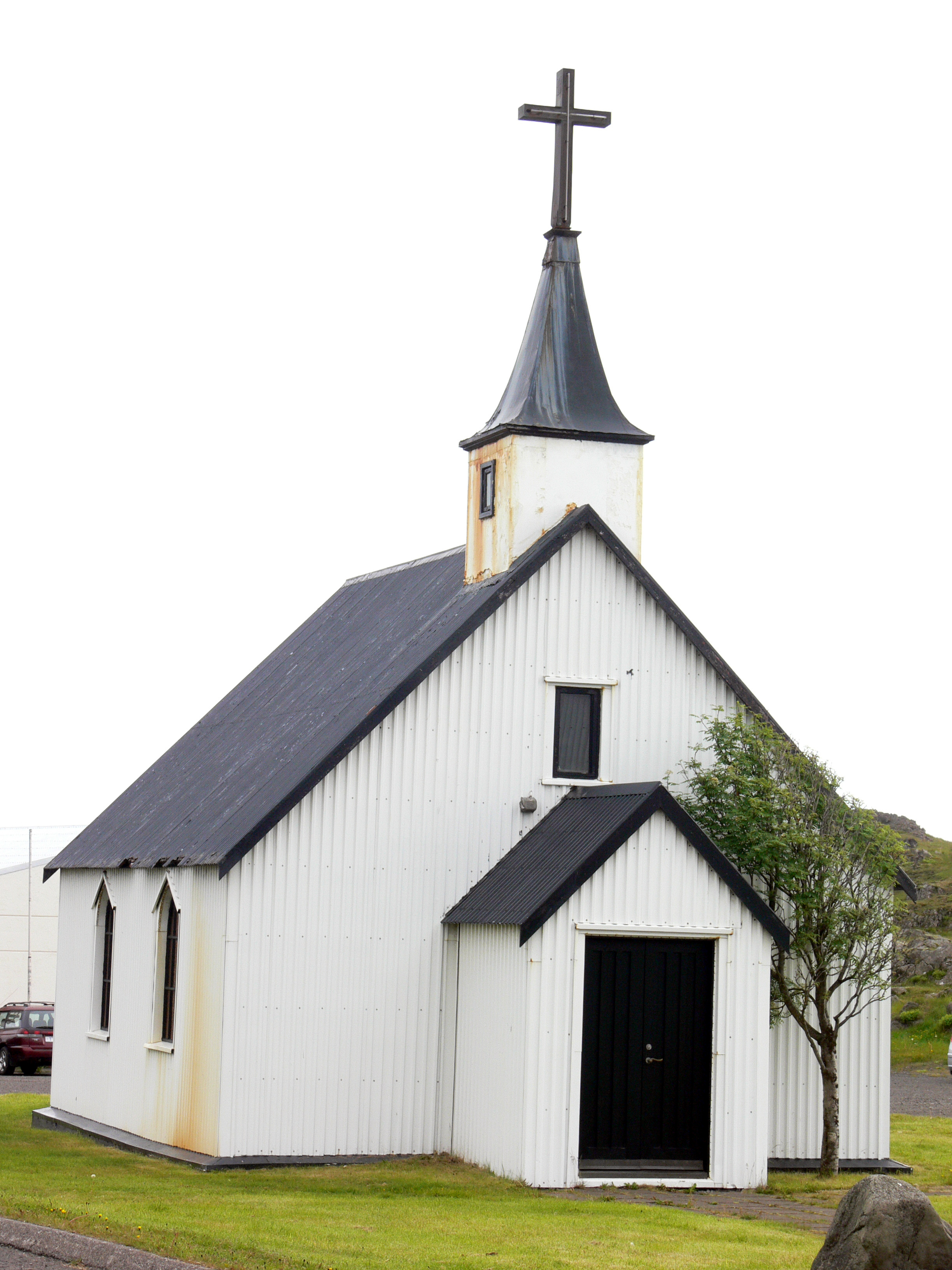
Kirche von Djúpivogur

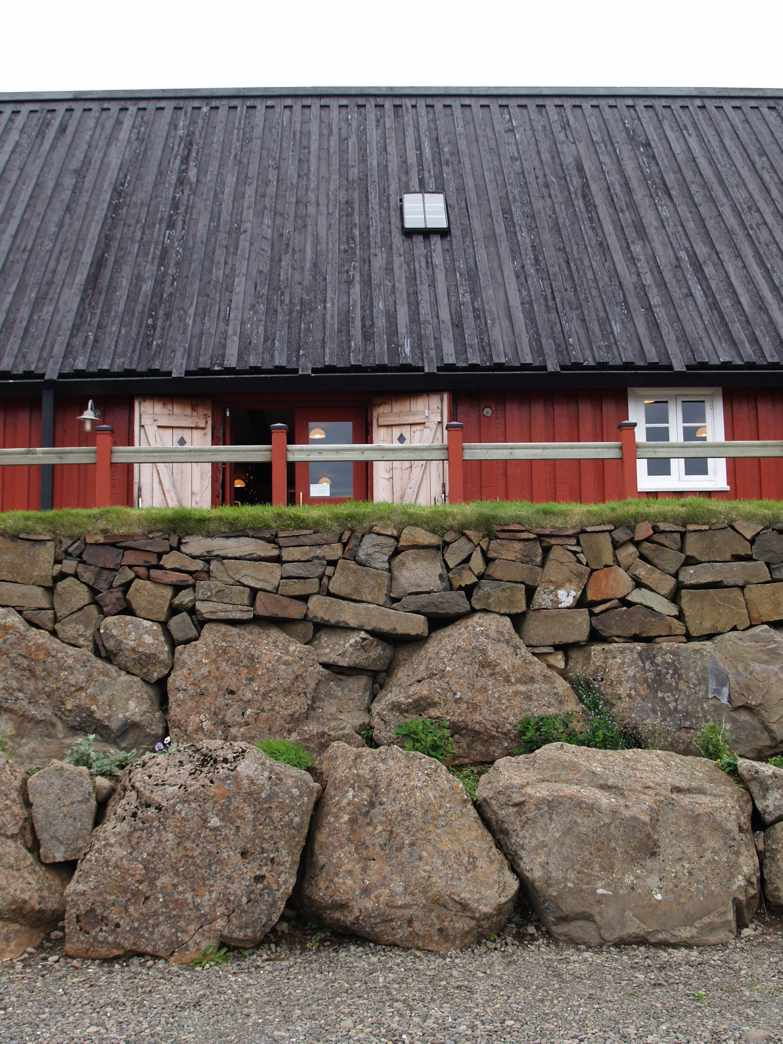
Langabúð

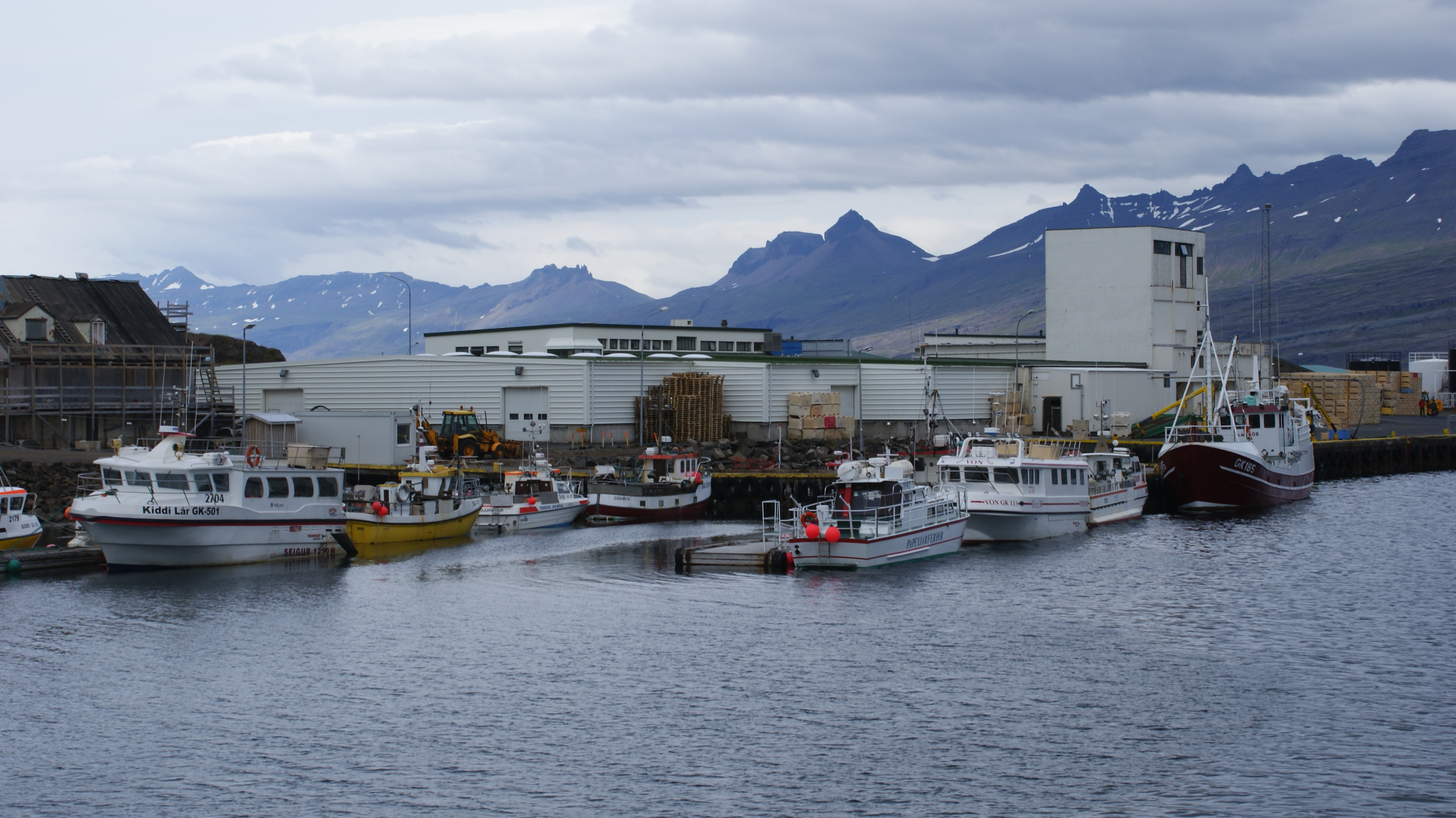
Fischfabrik und Hafenanlagen in Djúpivogur

Die Landgemeinde Djúpivogur [ˈtjuːpɪˌvɔˑɣʏr] (isländisch Djúpavogshreppur, isländisch Djúpivogur ‚Tiefe Bucht‘) war eine isländische Gemeinde in der Suður-Múlasýsla in der Region Austurland im Osten von Island.  Sie gehört mit drei weiteren Gemeinden zur neu gebildeten Gemeinde Múlaþing.
Am 1. Januar 2011 hatte die Gemeinde 447 Einwohner.

## Entstehung der Gemeinde
Die Gemeinde wurde am 1. Oktober 1992 durch den Zusammenschluss der Landgemeinden Berunes (Beruneshreppur), Búland (Búlandshreppur) und Geithellur (Geithellnahreppur) gebildet.
Am 26. Oktober 2019 fand eine Abstimmung zum Zusammenschluss mit 3 weiteren Gemeinden statt.
Die neue Gemeinde wird Múlaþing heißen.

## Lage
Die Küstenlinie wird von drei Fjorden Berufjörður, Hamarsfjörður und Álftafjörður (von Nord nach Süd) eingeschnitten, wobei der Hauptort Djúpivogur auf einer Halbinsel zwischen den Fjorden Berufjörður und Hamarsfjörður liegt.
Innerhalb des Gemeindegebiets liegt der Gletscher Þrándarjökull, einer der kleinsten unabhängigen Gletscher.

## Geologie
Die Gegend wurde stark vom vor etwa 7 Millionen Jahren aktiven Zentralvulkan Breiðdalsvulkan geprägt. Diesem verdankt man die zahlreichen bis zu 1100 Meter hohen Gipfel rund um den Berufjörður.
Djúpivogur wird überragt vom knapp 1000 Meter hohen Berg Búlandstindur.

## Djúpivogur

### Charakteristika
Djúpivogur ist ein Ort mit 417 Einwohnern an der Südseite des Berufjörður. Die Einwohner leben vom Fischfang und vom Fremdenverkehr. Das Dorf mit seinen bunten Häusern, darunter dem alten rotfarbenen Handelshaus Langabúð, gilt als eines der schönsten Islands.

### Geschichte
Djúpivogur ist mit der deutschen Geschichte verwoben, waren doch Hanse-Kaufleute die ersten, die hier im Jahre 1589 das Handelsrecht erhielten. Die ihnen nach Einführung des dänischen Handelsmonopols folgenden dänischen Kaufleute hatten ein großes Gebiet in ihrem Bereich, das von Gvendarnes bis zur Skeiðará ab dem 17. Jahrhundert zehn damalige Gemeinden umfasste. Am Ende des 18. Jahrhunderts war der dänische Kaufmann J. L. Busch dort der Handelsherr, von dem 1818 das Unternehmen Ørum & Wuff übernahm. Aus dieser Zeit datieren die ältesten Häuser am Ort, darunter Langabúð.
Im Jahre 1627 war die Gegend wie auch die Westmännerinseln vom sogenannten Tyrkjaránið betroffen, als algerische Piraten das Land überfielen und zahlreiche Menschen töteten bzw. entführten.
Die Fischerei hat wegen der günstigen und geschützten Lage und Nähe zu den Fischgründen immer eine große Rolle in Djúpivogur und Umgebung gespielt. Bis zum Ende des 19. Jahrhunderts war dies einer der wichtigsten Fischereihäfen von Ostisland, hatte aber dann mit Rückgängen zu kämpfen.
Am Æðarsteinstanga jenseits des Hafens befindet sich ein Leuchtturm. Außerhalb von Djúpivogur auf den Klippen steht ein 2 m hoher Steinmann, dessen Zweck unbekannt ist. Man vermutet, dass er als Seefahrtszeichen diente.
Ab dem Beginn des 20. Jahrhunderts gab es einen Arzt im Ort.
Die Kirche Djúpavogskirkja wurde 1894 von Háls im Hamarsfjörður nach Djúpivogur verlegt und seit 1905 war ein Pfarrer am Ort ansässig. 1953–1954 wurde die Kirche um einen Vorbau vergrößert.  Die Altartafel in der noch heute vorhandenen kleinen Holzkirche wurde 1900 in Bergen von einem dort lebenden Isländer gemalt. Die neue Djúpavogskirkja, etwa 1 km entfernt, wurde 1996 eingeweiht.

### Wirtschaft und Dienstleistungen
Am 1. Januar 2011 zählte der Ort 352 Einwohner und ist ein Zentrum für Wirtschaft und Dienstleistungen in der Umgebung.
Neben der Gemeindeverwaltung findet man hier Kindergärten, eine Gesamtschule, ärztliche Versorgung, Sportplätze und ein Schwimmbad.
Die Fischerei und der Tourismus sind heute neben der Landwirtschaft die Hauptpfeiler des Wirtschaftslebens in der Gegend. Unter anderem findet man Zeltplatz, Hotel und Restaurants vor Ort. Auf der anderen Seite des Fjordes in Berunes, wurde ein alter Hof stilecht zur Jugendherberge umgebaut. Kreuzfahrtschiffe halten auf Reede und schiffen ihre Passagiere für Tagesaufenthalte oder -fahrten in Djúpivogur aus.

## Verkehrsanbindung
Der Fjord reicht etwa 35 Kilometer ins Land. Um ihn herum führt der Hringvegur. Im inneren Ende beginnt die Öxi-Piste, die zwar die Weglänge nach Egilsstaðir verkürzt, aber wegen der schlechten Befahrbarkeit keine Zeit einspart. In der Diskussion ist derzeit (Stand: Januar 2008), den Weg auf- und auszubauen.
Die Entfernung bis nach Reykjavík beträgt 554 Kilometer, nach Egilsstaðir 146 Kilometer.

## Insel Papey
Vor dem Ort liegt die Insel Papey, welche mit kleinen Schiffen von Djúpivogur aus zu erreichen ist.
Sie hat ihren Namen von irischen Einsiedlermönchen (Papar), die angeblich hier vor der Ankunft der Wikingersiedler im 9. und 10. Jahrhundert ansässig gewesen sein sollen (vergleiche Geschichte Islands). Mittelalterliche Quellen verweisen darauf. Trotz zahlreicher Ausgrabungsbemühungen ließ sich dies aber archäologisch nicht nachweisen.

## Kunst und Museum
In Langabúð findet man ein Heimat- und Kunstmuseum, das sich unter anderem mit dem Bildhauer Ríkarður Jónsson (1888–1977) beschäftigt.

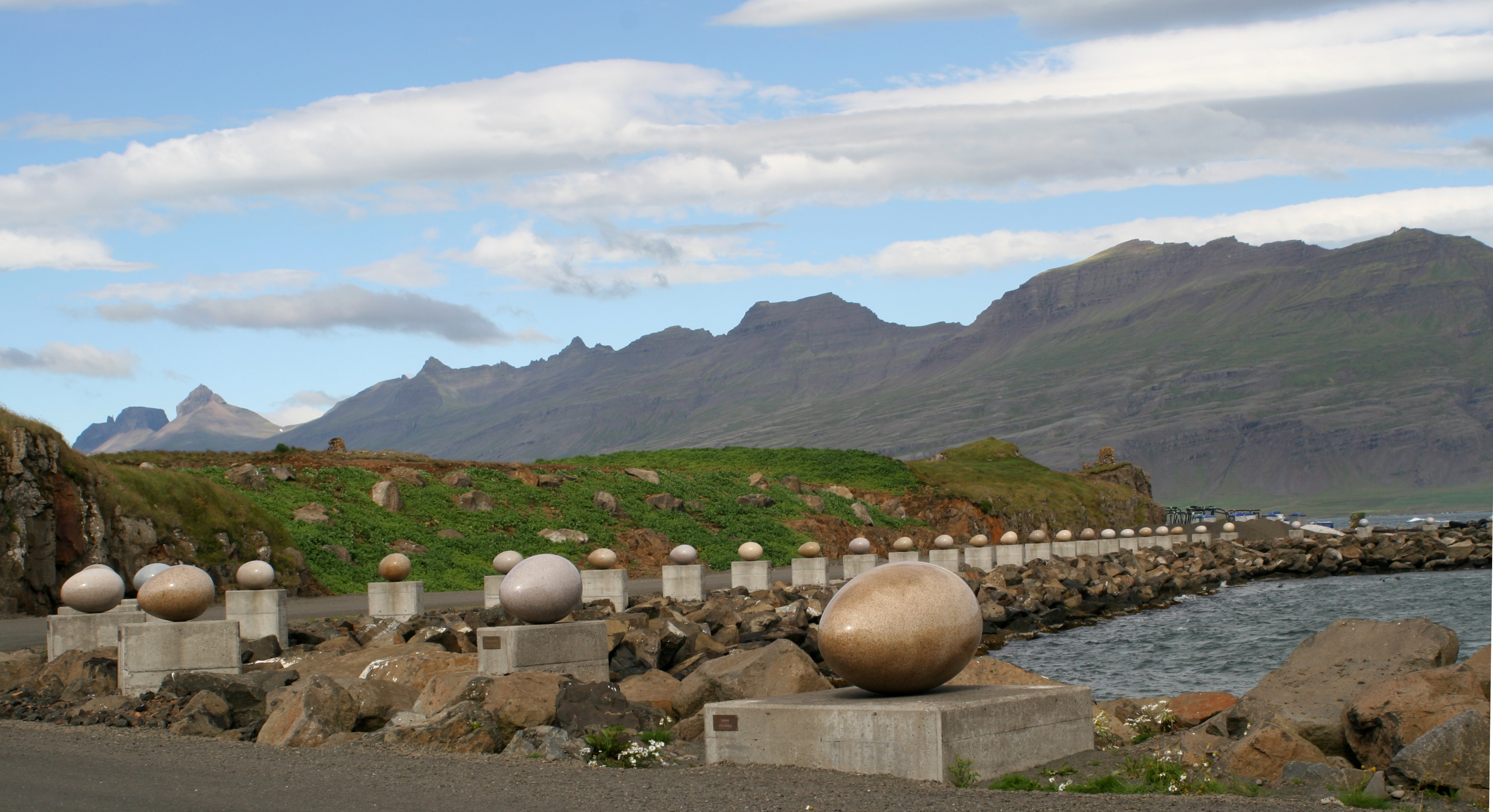
Eggin í Gleðivík

Etwa 300 bis 400 Meter westlich vom Hafen ist der Straße entlang von Sigurður Guðmundsson ein Kunstwerk mit dem Namen „Eggin í Gleðivík“ (deutsch: „Die Eier in der Gleðivík-Bucht“) installiert. Die Nachbildung der Eier von 34 in der Umgebung nistenden Vögeln wurden von ihm dort im Sommer 2009 in Übergröße auf Betonfundamente gesetzt.
Auf dem Gehöft Hof am Fjord Álftafjörður befindet sich die 1896 erbaute Holzkirche Hofskirkja í Álftafirði. Bereits lange vor der Reformation stand hier eine Kirche, die der hl. Maria geweiht war.  Das Retabel von 1861 wurde von dem dänischen Maler Carl Fiebig (1812–1874) gestaltet und stellt die Kreuzigung Jesu dar, und das Taufbecken von 1969 wurde von dem isländischen Bildhauer Ríkarður Rebekk Jónsson (1888–1977) angefertigt. Das Kirchenschiff ist 8,78 m lang und 4,99 m breit, während der Turm eine fast quadratische Grundfläche von 2,11–2,20 m aufweist. Er wurde 1907 nachträglich angefügt und 1954 erhöht. 1969 wurde die Kirche, die bereits um 1200 urkundlich erwähnt wurde, renoviert, und 1996 wurde auch der umliegende Friedhof instand gesetzt.

## Einwohnerentwicklung

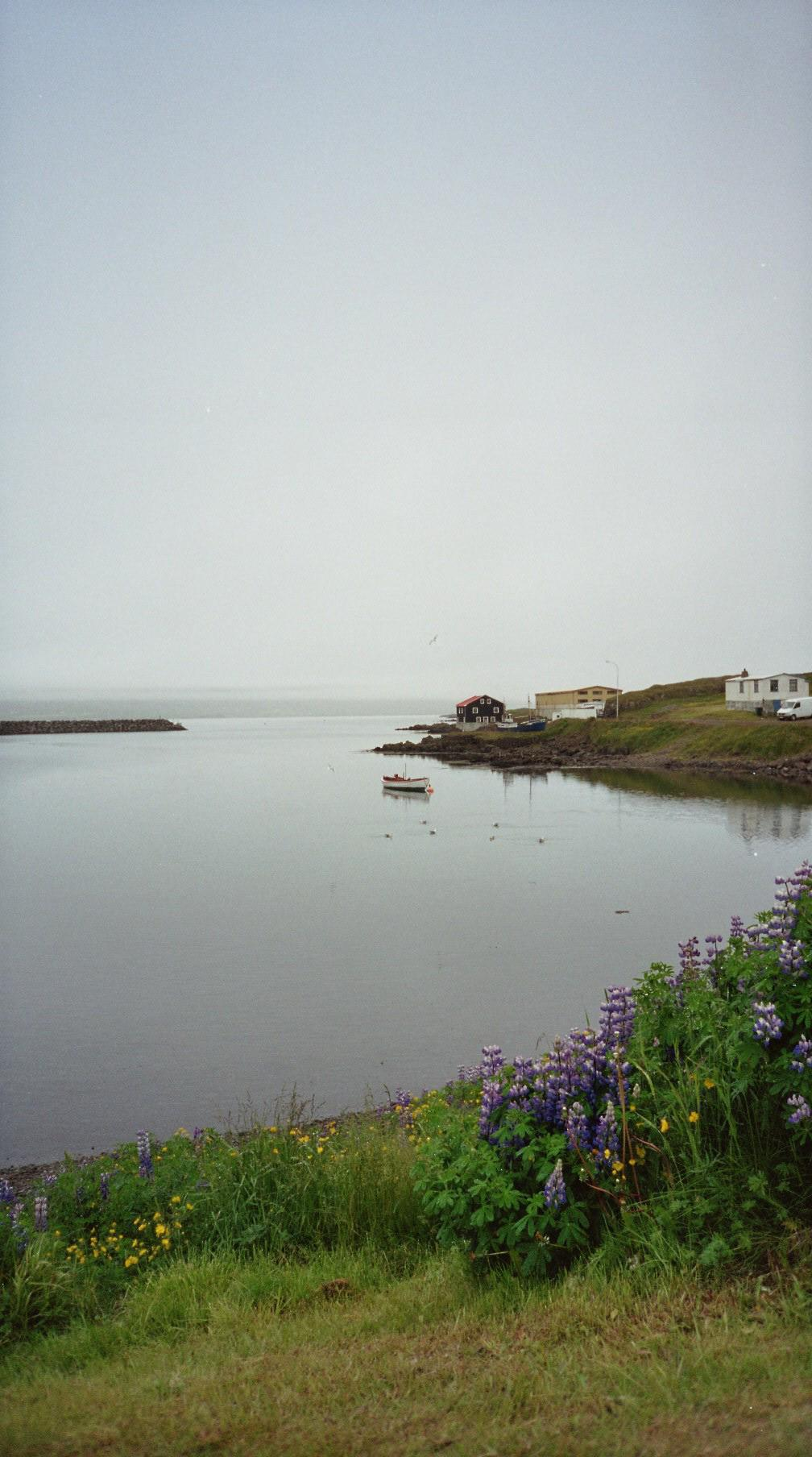
Lupinen am Hafenbecken von Djúpivogur

Wie inzwischen die meisten Gebiete Islands außer dem Südwesten rund um die Hauptstadt Reykjavík ist Djúpivogur von Bevölkerungsverlust betroffen. So betrug von 1997 bis 2005 der Bevölkerungsrückgang 15 Prozent. Seither stagnieren die Bevölkerungszahlen in der Gemeinde Djúpivogshreppur.
| Datum         | Einwohner |
| ------------- | --------- |
| 1. Dez. 1997: | 538       |
| 1. Dez. 2003: | 493       |
| 1. Dez. 2004: | 479       |
| 1. Dez. 2005: | 458       |
| 1. Dez. 2006: | 463       |
| 1. Dez. 2007: | 450       |
| 1. Dez. 2008: | 456       |
| 1. Dez. 2009: | 439       |
| 1. Dez. 2010: | 448       |

## Persönlichkeiten
- Hans Jonatan (1784–1827), ehemaliger Sklave[18]
- Nicoline Weywadt (1848–1921), isländische Fotografin